# Rhododendron ungernii
Rhododendron ungernii är en ljungväxtart som beskrevs av Ernst Rudolf von Trautvetter. Rhododendron ungernii ingår i släktet rododendron, och familjen ljungväxter. Inga underarter finns listade i Catalogue of Life.

## Bildgalleri

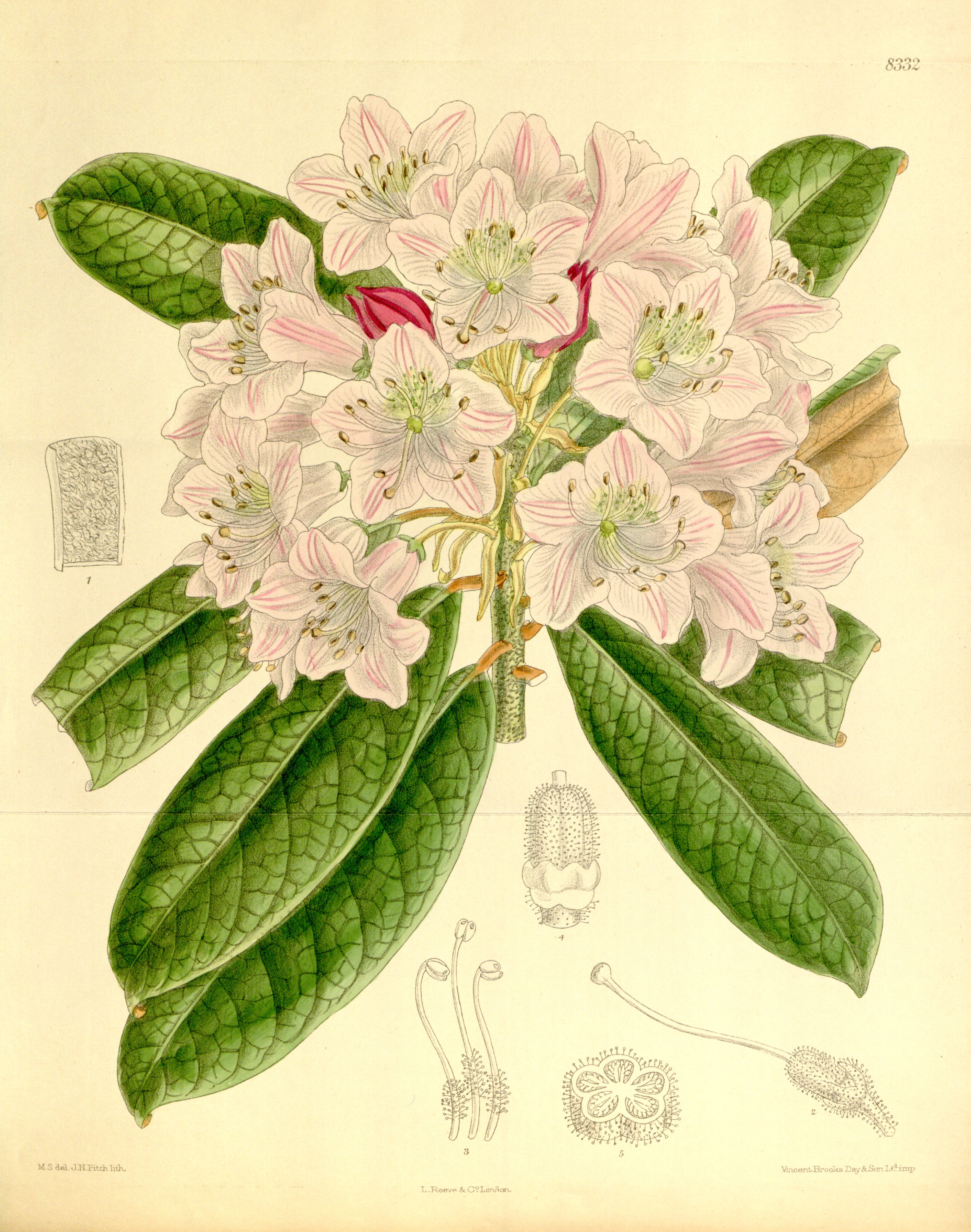